# Lamas (Lugo)
Lamas (llamada oficialmente Santalla de Lamas) es una parroquia y una aldea española del municipio de Lugo, en la provincia de Lugo, Galicia.

## Otras denominaciones
La parroquia también es conocida por el nombre de Santa Eulalia de Lamas.

## Organización territorial
La parroquia está formada por seis entidades de población:
- Caínzo (O Caínzo)
- Casilla (A Casilla)
- Lamas
- Portela (A Portela)
- Teicelle
- Xestal (O Xestal)

## Demografía

### Parroquia
| Gráfica de evolución demográfica de Lamas (parroquia) entre 2000 y 2020 |
|                                                                         |
| Datos según el nomenclátor publicado por el INE.                        |

### Aldea
| Gráfica de evolución demográfica de Lamas (aldea) entre 2000 y 2020 |
|                                                                     |
| Datos según el nomenclátor publicado por el INE.                    |